# 吉尾啓介
吉尾 啓介（よしお けいすけ）は、日本の元文部官僚。国際教養大学初代副学長として同大設立に尽力したのち、沖縄科学技術大学院大学最高執行責任者などを歴任した。2022年1月から出身地の鳥取県大山町副町長。

## 来歴
鳥取県名和町（現大山町）出身。県立・米子東高等学校から東京外国語大学英米語学科に進学。卒業した1980年の4月、文部省（現文部科学省）に入省。2001年競技スポーツ課長。
公立・国際教養大学（秋田市）の開学に尽力（2004年から同大学の初代副学長兼事務局長、県・学術国際部部長待遇）を経て2007年（平成19年）1月、文部科学省に復帰。同4月、大臣官房国際課長。2008年独立行政法人宇宙航空研究開発機構執行役。2010年高エネルギー加速器研究機構管理局長。
2012年（平成24年）4月、独立行政法人国際交流基金上級審議役。2013年（平成25年）4月日本語試験センター所長。2014年（平成26年）6月、退職（役員出向）。同7月1日、独立行政法人日本スポーツ振興センター（JSC）理事に就任（2015年10月現在、名簿からは消えている）。2016年国際教養大学常務理事・副学長。2018年沖縄科学技術大学院大学チーフ・オペレーティング・オフィサー。他に島根県立大学客員教授。